# Beuvrequen
Beuvrequen település Franciaországban, Pas-de-Calais megyében. Lakosainak száma 459 fő (2022. január 1.). Beuvrequen Marquise, Offrethun, Wacquinghen és Wimille községekkel határos.

## Népesség
A település népességének változása:
| Lakosok száma | 413  | 438  | 464  | 457  | 461  | 460  | 460  | 459  | 459  |
|               | 2013 | 2015 | 2016 | 2017 | 2018 | 2019 | 2020 | 2021 | 2022 |